# Edward Elkas
Edward Elkas (New York, 8 febbraio 1862 – 17 dicembre 1933) è stato un attore statunitense.

## Filmografia parziale
- For the Honor of the Crew, regia di William P.S. Earle (1915)
- The Alibi, regia di Paul Scardon (1916)
- Les Misérables, regia di Frank Lloyd (1917)
- Womanhood, the Glory of the Nation, regia di William P.S. Earle e Stuart Blackton (1917)
- L'uccello azzurro (The Blue Bird), regia di Maurice Tourneur (1918)